# Jüdischer Friedhof (Laer)
Der Jüdische Friedhof Laer befindet sich in der Gemeinde Laer im Kreis Steinfurt in Nordrhein-Westfalen. Auf dem jüdischen Friedhof, der Teil des kommunalen Friedhofs an der Straßengabelung Horstmar – Burgsteinfurt ist, sind zwei Grabsteine erhalten.

## Geschichte
Der Friedhof wurde von 1925 bis 1937 belegt. Es wurden nur vier Beerdigungen vorgenommen.

## Alter Jüdischer Friedhof
Auf dem Friedhof südlich der heutigen Borghorster Str. 6, der von 1829 bis Mitte des 19. Jahrhunderts belegt wurde, gibt es keine Grabsteine mehr.

## Neuer Jüdischer Friedhof
Auf dem Friedhof Horstmarer Straße (in der Höhe der Abzweigung nach Burgsteinfurt), der von 1845 bis 1923 belegt wurde, gibt es keine Grabsteine mehr. Im Jahr 1950 wurde der vermutlich 1938 verwüstete Friedhof eingeebnet und mit Rasen bepflanzt. Seit Mitte der 1970er-Jahre existiert ein Gedenkstein.